# مدرسه امام خمینی
مدرسه امام خمینی مربوط به دوره پهلوی اول است و در بیله سوار، محله گمرک قدیم، مدرسه امام خمینی واقع شده و این اثر در تاریخ ۱۷ اسفند ۱۳۸۱ با شمارهٔ ثبت ۷۵۱۷ به‌عنوان یکی از آثار ملی ایران به ثبت رسیده است.